# John Albrechtson
John Robert Albrechtson (* 22. Juli 1936 in Göteborg; † 27. August 1985 ebenda) war ein schwedischer Segler.

## Erfolge
John Albrechtson nahm dreimal an Olympischen Spielen teil. 1968 belegte er im Starboot in Mexiko-Stadt bei seinem Olympiadebüt gemeinsam mit Ulf Norrman den neunten Platz. Bei den Olympischen Spielen 1972 in München und 1976 in Montreal startete er mit Ingvar Hansson in der Bootsklasse Tempest. 1972 verpassten sie noch als Viertplatzierte knapp einen Medaillengewinn, ehe sie vier Jahre darauf gemeinsam Olympiasieger wurden. Mit drei Siegen in sieben Wettfahrten und insgesamt nur 14 Punkten gewannen sie die Regatta mit großem Vorsprung vor dem sowjetischen und dem US-amerikanischen Boot. 1966 in Kiel wurde Albrechtson als Vorschoter von Paul Elvstrøm im Starboot Weltmeister und sicherte sich 1971 in Puget Sound zudem die Bronzemedaille. Im Tempest gewann er 1975 zunächst Silber in Association Island, ehe ihm und Hansson sowohl 1977 in Strömstad als auch 1978 in Castelletto der Titelgewinn gelang. Auch den Titel bei den Europameisterschaften konnten sie gewinnen.